# Linia kolejowa nr 619
Linia kolejowa nr 619 – pierwszorzędna, jednotorowa, zelektryfikowana linia kolejowa łącząca rejon Sr4 z rejonem Sr3 stacji Stróże.

## Charakterystyka techniczna
Linia w całości jest klasy C3; maksymalny nacisk osi wynosi 221 kN dla lokomotyw oraz 196 kN dla wagonów, a maksymalny nacisk liniowy wynosi 71 kN (na 1 metr bieżący toru). Sieć trakcyjna jest typu C120-2C oraz jest przystosowana do maksymalnej prędkości 110 km/h; obciążalność prądowa wynosi 1725 A, a minimalna odległość między odbierakami prądu 20 m. Linia wyposażona jest w elektromagnesy samoczynnego hamowania pociągów. Zarówno prędkość konstrukcyjna jak i maksymalna wynoszą 40 km/h.
Łącznica powstała w 1986 bądź 1988 roku (sprzeczność danych). Obie daty są prawdopodobne, gdyż wiążą się z elektryfikacją którejś z przyległych linii (jako pierwszą zelektryfikowano linię nr 96, następnie zaś 108).